# Campeonato Mundial de Natación de 1998
El VIII Campeonato Mundial de Natación se celebró en Perth (Australia) entre el 8 y el 17 de enero de 1998. Fue organizado por la Federación Internacional de Natación (FINA) y la Federación Australiana de Natación. Participaron un total de 1.371 atletas representantes de 121 federaciones nacionales.
Se realizaron competiciones de natación, natación sincronizada, saltos, natación en aguas abiertas y waterpolo. Todas los eventos se efectuaron en las piscinas del Centro Acuático del Estadio Challenge, a excepción de las pruebas de aguas abiertas que se disputaron en el Puerto Deportivo de Hillarys, al norte de la ciudad australiana.

## Resultados de natación

### Masculino
| Evento                   | Oro                                                                     | Plata | Bronce                                                                                |
| ------------------------ | ----------------------------------------------------------------------- | --- | ------------------------------------------------------------------------------------- |
| 50 m libre               | Bill Pilczuk Estados Unidos 22,29                                       | Alexandr Popov · Rusia · 22,43                                                                             | Ricardo Busquets Puerto Rico Michael Klim Australia 22,47                             |
| 100 m libre              | Alexandr Popov · Rusia · 48,93                                          | Michael Klim Australia 49,20                                                                               | Lars Frölander · Suecia · 49,53                                                       |
| 200 m libre              | Michael Klim Australia 1:47,41                                          | Massimiliano Rosolino · Italia · 1:48,30                                                                   | Pieter van den Hoogenband · Países Bajos · 1:48,65                                    |
| 400 m libre              | Ian Thorpe Australia 3:46,29                                            | Grant Hackett Australia 3:46,44                                                                            | Paul Palmer Reino Unido 3:48,02                                                       |
| 1500 m libre             | Grant Hackett Australia 14:51,70                                        | Emiliano Brembilla · Italia · 15:00,59                                                                     | Daniel Kowalski Australia 15:03,94                                                    |
| 100 m espalda            | Lenny Krayzelburg Estados Unidos 55,00                                  | Mark Versfeld · Canadá · 55,17                                                                             | Stev Theloke · Alemania · 55,20                                                       |
| 200 m espalda            | Lenny Krayzelburg Estados Unidos 1:58,84                                | Ralf Braun · Alemania · 1:59,23                                                                            | Mark Versfeld · Canadá · 1:59,39                                                      |
| 100 m braza              | Frédérik Deburghgraeve · Bélgica · 1:01,34                              | Zeng Qiliang China 1:01,76                                                                                 | Kurt Grote Estados Unidos 1:01,93                                                     |
| 200 m braza              | Kurt Grote Estados Unidos 2:13,40                                       | Jean-Christophe Sarnin Francia 2:13,42                                                                     | Norbert Rózsa · Hungría · 2:13,59                                                     |
| 100 m mariposa           | Michael Klim Australia 52,25                                            | Lars Frölander · Suecia · 52,79                                                                            | Geoff Huegill Australia 52,90                                                         |
| 200 m mariposa           | Denis Sylantiev · Ucrania · 1:56,61                                     | Franck Esposito Francia 1:56,77                                                                            | Tom Malchow Estados Unidos 1:57,77                                                    |
| 200 m cuatro estilos     | Marcel Wouda · Países Bajos · 2:01,18                                   | Xavier Marchand Francia 2:01,66                                                                            | Ron Karnaugh Estados Unidos 2:01,89                                                   |
| 400 m cuatro estilos     | Tom Dolan Estados Unidos 4:14,95                                        | Marcel Wouda · Países Bajos · 4:15,53                                                                      | Curtis Myden · Canadá · 4:16,45                                                       |
| 4 × 100 m libre          | Estados Unidos Scott Tucker Jon Olsen Neil Walker Gary Hall 3:16,69     | Australia Michael Klim Richard Upton Adam Pine Chris Fydler 3:16,97                                        | Rusia · Alexandr Popov · Vladislav Kulikov · Roman Egorov · Denis Pankratov · 3:18,45 |
| 4 × 200 m libre          | Australia Michael Klim Ian Thorpe Grant Hackett Daniel Kowalski 7:12,48 | Países Bajos · Pieter van den Hoogenband · Martijn Zuijdweg · Mark van der Zijden · Marcel Wouda · 7:16,77 | Reino Unido Paul Palmer Andrew Clayton Gavin Meadows James Salter 7:17,33             |
| 4 × 100 m cuatro estilos | Australia Matt Welsh Michael Klim Phil Rogers Chris Fydler 3:37,98      | Estados Unidos Lenny Krayzelburg Neil Walker Kurt Grote Gary Hall 3:38,56                                  | Hungría · Attila Czene · Péter Horváth · Norbert Rózsa · Attila Zubor · 3:39,53       |

- RM – Récord mundial.

### Femenino
| Evento                   | Oro                                                                                         | Plata                                                                                       | Bronce                                                                    |
| ------------------------ | ------------------------------------------------------------------------------------------- | ------------------------------------------------------------------------------------------- | ------------------------------------------------------------------------- |
| 50 m libre               | Amy Van Dyken Estados Unidos 25,15                                                          | Sandra Völker · Alemania · 25,32                                                            | Ying Shan China 25,36                                                     |
| 100 m libre              | Jennifer Thompson Estados Unidos 54,95                                                      | Martina Moravcová · Eslovaquia · 55,09                                                      | Ying Shan China 55,10                                                     |
| 200 m libre              | Claudia Poll · Costa Rica · 1:58,90                                                         | Martina Moravcová · Eslovaquia · 1:59,61                                                    | Julia Greville Australia 1:59,92                                          |
| 400 m libre              | Chen Yan China 4:06,72                                                                      | Brooke Bennett Estados Unidos 4:07,07                                                       | Dagmar Hase · Alemania · 4:08,82                                          |
| 800 m libre              | Brooke Bennett Estados Unidos 8:28,71                                                       | Diana Munz Estados Unidos 8:29,97                                                           | Kirsten Vlieghuis · Países Bajos · 8:32,34                                |
| 100 m espalda            | Lea Maurer Estados Unidos 1:01,16                                                           | Mai Nakamura Japón 1:01,28                                                                  | Sandra Völker · Alemania · 1:01,47                                        |
| 200 m espalda            | Roxanna Maracineanu Francia 2:11,26                                                         | Dagmar Hase · Alemania · 2:11,45                                                            | Mai Nakamura Japón 2:12,22                                                |
| 100 m braza              | Kristy Kowal Estados Unidos 1:08,42                                                         | Helen Denman Australia 1:08,51                                                              | Lauren van Oosten · Canadá · 1:08,66                                      |
| 200 m braza              | Ágnes Kovács · Hungría · 2:25,45                                                            | Kristy Kowal Estados Unidos 2:26,19                                                         | Jenna Street Estados Unidos 2:26,50                                       |
| 100 m mariposa           | Jennifer Thompson Estados Unidos 58,46                                                      | Ayari Aoyama Japón 58,79                                                                    | Petria Thomas Australia 58,97                                             |
| 200 m mariposa           | Susan O'Neill Australia 2:07,93                                                             | Petria Thomas Australia 2:09,08                                                             | Mitsy Hyman Estados Unidos 2:09,98                                        |
| 200 m cuatro estilos     | Wu Yanyan China 2:10,88                                                                     | Chen Yan China 2:13,66                                                                      | Martina Moravcová · Eslovaquia · 2:14,26                                  |
| 400 m cuatro estilos     | Chen Yan China 4:36,66                                                                      | Yana Klochkova · Ucrania · 4:38,60                                                          | Yasuko Tajima Japón 4:39,45                                               |
| 4 × 100 m libre          | Estados Unidos Lindsay Farella Amy Van Dyken Beth Bedford Jennifer Thompson 3:42,11         | Alemania · Sandra Völker · Simone Osygus · Franziska van Almsick · Katrin Meißner · 3:43,11 | Australia Sarah Ryan Rebecca Creedy Susie O'Neill Angela Kennedy 3:43,71  |
| 4 × 200 m libre          | Alemania · Franziska van Almsick · Dagmar Hase · Silvia Szalai · Kerstin Kielgass · 8:01,46 | Estados Unidos Christina Teuscher Lindsay Benko Brooke Bennett Jennifer Thompson 8:02,88    | Australia Julia Greville Anna Windsor Susie O'Neill Petria Thomas 8:04,19 |
| 4 × 100 m cuatro estilos | Estados Unidos Lea Maurer Kristy Kowal Jennifer Thompson Amy Van Dyken 4:01,93              | Australia Meredith Smith Helen Denman Petria Thomas Susie O'Neill 4:05,12                   | Japón Mai Nakamura Masami Tanaka Ayari Aoyama Sumika Minamoto 4:06,27     |

- RM – Récord mundial.

### Medallero
| Núm. | País           | Oro | Plata | Bronce | Total |
| ---- | -------------- | --- | ----- | ------ | ----- |
| 1    | Estados Unidos | 14  | 5     | 5      | 24    |
| 2    | Australia      | 7   | 6     | 7      | 20    |
| 3    | China          | 3   | 2     | 2      | 7     |
| 4    | Alemania       | 1   | 4     | 3      | 8     |
| 5    | Francia        | 1   | 3     | 0      | 4     |
| 6    | Países Bajos   | 1   | 2     | 2      | 5     |
| 7    | Rusia          | 1   | 1     | 1      | 3     |
| 8    | Ucrania        | 1   | 1     | 0      | 2     |
| 9    | Hungría        | 1   | 0     | 2      | 3     |
| 10   | Bélgica        | 1   | 0     | 0      | 1     |
| 10   | Costa Rica     | 1   | 0     | 0      | 1     |
| 12   | Japón          | 0   | 2     | 3      | 5     |
| 13   | Eslovaquia     | 0   | 2     | 1      | 3     |
| 14   | Italia         | 0   | 2     | 0      | 2     |
| 15   | Canadá         | 0   | 1     | 3      | 4     |
| 16   | Suecia         | 0   | 1     | 1      | 2     |
| 17   | Reino Unido    | 0   | 0     | 2      | 2     |
| 18   | Puerto Rico    | 0   | 0     | 1      | 1     |
|      | TOTAL          | 32  | 32    | 33     | 97    |

## Resultados de saltos

### Masculino
| Evento                  | Oro                                | Plata                                                  | Bronce                                              |
| ----------------------- | ---------------------------------- | ------------------------------------------------------ | --------------------------------------------------- |
| Trampolín 1 m           | Yu Zhuocheng China 444,03 pts.     | Troy Dumais Estados Unidos 433,14 pts.                 | Holger Schlepps · Alemania · 414,21 pts.            |
| Trampolín 3 m           | Dmitri Sautin · Rusia · 750,90     | Yilin Zhou China 694,92                                | Vasili Lisovski · Rusia · 651,60                    |
| Plataforma 10 m         | Dmitri Sautin · Rusia · 750,90     | Tian Liang China 699,30                                | Jan Hempel · Alemania · 624,15                      |
| Trampolín 3 m sincro.   | Xu Hao Yu Zhuocheng China 313,50   | Alexander Mensch · Holger Schlepps · Alemania · 308,28 | Shannon Roy Dean Pullar Australia 305,16            |
| Plataforma 10 m sincro. | Sun Shuwei Tian Liang China 326,34 | Michael Kühne · Jan Hempel · Alemania · 308,28         | Alexandr Varalamov · Igor Lukashin · Rusia · 304,02 |

### Femenino
| Evento                  | Oro                                                 | Plata                             | Bronce                                          |
| ----------------------- | --------------------------------------------------- | --------------------------------- | ----------------------------------------------- |
| Trampolín 1 m           | Irina Lashko · Rusia · 296,07                       | Vera Ilina · Rusia · 288,06       | Zhang Jing China 260,31                         |
| Trampolín 3 m           | Yulia Pajalina · Rusia · 544,62                     | Guo Jingjing China 518,76         | Chantelle Michell Australia 515,07              |
| Plataforma 10 m         | Olena Zhupina · Ucrania · 550,41                    | Yuyan Cai China 536,25            | Li Chen China 519,45                            |
| Trampolín 3 m sincro.   | Irina Lashko · Yulia Pajalina · Rusia · 282,30      | Lang Rao Rongiuan Li China 276,18 | Kathy Pesek Tracy Bonner Estados Unidos 263,91  |
| Plataforma 10 m sincro. | Olena Zhupina · Svitlana Serbina · Ucrania · 278,28 | Yuyan Cai Li Chen China 276,54    | Kristin Link Lindsay Long Estados Unidos 265,47 |

### Medallero
| Núm. | País           | Oro | Plata | Bronce | Total |
| ---- | -------------- | --- | ----- | ------ | ----- |
| 1    | Rusia          | 5   | 1     | 2      | 8     |
| 2    | China          | 3   | 6     | 2      | 11    |
| 3    | Ucrania        | 2   | 0     | 0      | 2     |
| 4    | Alemania       | 0   | 2     | 2      | 4     |
| 5    | Estados Unidos | 0   | 1     | 2      | 3     |
| 6    | Australia      | 0   | 0     | 2      | 2     |
|      | TOTAL          | 10  | 10    | 10     | 30    |

## Resultados de natación en aguas abiertas

### Masculino
| Evento | Oro                                | Plata                           | Bronce                               |
| ------ | ---------------------------------- | ------------------------------- | ------------------------------------ |
| 5 km   | Alexei Akatiev · Rusia · 55:18,6   | Ky Hurst Australia 55:249       | Luca Baldini · Italia · 55:37,4      |
| 25 km  | Alexei Akatiev · Rusia · 5:05:42,1 | David Meca · España · 5:07:22,9 | Gabriel Chaillou Argentina 5:07:52,6 |

### Femenino
| Evento | Oro                                   | Plata                                     | Bronce                                    |
| ------ | ------------------------------------- | ----------------------------------------- | ----------------------------------------- |
| 5 km   | Erica Rose Estados Unidos 0:59:23,5   | Edith van Dijk · Países Bajos · 1:00:58,5 | Peggy Büchse · Alemania · 1:00:05,8       |
| 25 km  | Tobbie Smith Estados Unidos 5:31:20,1 | Peggy Büchse · Alemania · 5:32:19,2       | Edith van Dijk · Países Bajos · 5:38:06,9 |

### Medallero
| Núm. | País           | Oro | Plata | Bronce | Total |
| ---- | -------------- | --- | ----- | ------ | ----- |
| 1    | Estados Unidos | 2   | 0     | 0      | 2     |
| 1    | Rusia          | 2   | 0     | 0      | 2     |
| 3    | Alemania       | 0   | 1     | 1      | 2     |
| 3    | Países Bajos   | 0   | 1     | 1      | 2     |
| 5    | Australia      | 0   | 1     | 0      | 1     |
| 5    | España         | 0   | 1     | 0      | 1     |
| 7    | Argentina      | 0   | 0     | 1      | 1     |
| 7    | Italia         | 0   | 0     | 1      | 1     |
|      | TOTAL          | 4   | 4     | 4      | 12    |

## Resultados de natación sincronizada
| Evento | Oro | Plata | Bronce |
| ------ | --- | --- | --- |
| Solo   | Olga Sedakova · Rusia · 99,467 pts. | Virginie Dedieu Francia 98,667 pts. | Miya Tachibana Japón 97,667 pts. |
| Dúo    | Olga Brusnikina · Olga Sedakova · Rusia · 99,073 | Miya Tachibana Miho Takeda Japón 98,060                                                                                                   | Virginie Dedieu Myriam Lignot Francia 97,323 |
| Equipo | Olga Sedakova · Maria Kiseliova · Anna Yuryaeva · Olga Medvedeva · Anna Maslova · Olga Brusnikina · Yelena Azarova · Olga Novokshchenova · Alexandra Vasina · Yelena Barantseva · Rusia · 99,317 | Raika Fujii Yoko Isoda Miho Kawabe Mika Kawabe Rei Jimbo Akiko Miyazaki Riho Nakajima Miya Tachibana Miho Takeda Yoko Yoneda Japón 98,104 | Carrie Barton Kara Duncan Bridget Finn Tracy Gayeski Rebecca Jasontek Tina Kasid Kristina Lum Emily Marsh Elicia Marshall Kim Wurzel Estados Unidos 96,829 |

### Medallero
| Núm. | País           | Oro | Plata | Bronce | Total |
| ---- | -------------- | --- | ----- | ------ | ----- |
| 1    | Rusia          | 3   | 0     | 0      | 3     |
| 2    | Japón          | 0   | 2     | 1      | 3     |
| 3    | Francia        | 0   | 1     | 1      | 2     |
| 4    | Estados Unidos | 0   | 0     | 1      | 1     |
|      | TOTAL          | 3   | 3     | 3      | 9     |

## Resultados de waterpolo
- Resultados del torneo masculino
- Resultados del torneo femenino

| Evento    | Oro      | Plata          | Bronce     |
| --------- | -------- | -------------- | ---------- |
| Masculino | España · | Hungría ·      | Yugoslavia |
| Femenino  | Italia · | Países Bajos · | Australia  |

## Medallero total
| Núm. | País           | Oro | Plata | Bronce | Total |
| ---- | -------------- | --- | ----- | ------ | ----- |
| 1    | Estados Unidos | 16  | 6     | 8      | 30    |
| 2    | Rusia          | 11  | 2     | 3      | 16    |
| 3    | Australia      | 7   | 7     | 10     | 24    |
| 4    | China          | 6   | 8     | 4      | 18    |
| 5    | Ucrania        | 3   | 1     | 0      | 4     |
| 6    | Alemania       | 1   | 7     | 6      | 14    |
| 7    | Países Bajos   | 1   | 4     | 3      | 8     |
| 8    | Francia        | 1   | 4     | 1      | 6     |
| 9    | Italia         | 1   | 2     | 1      | 4     |
| 10   | Hungría        | 1   | 1     | 2      | 4     |
| 11   | España         | 1   | 1     | 0      | 2     |
| 12   | Bélgica        | 1   | 0     | 0      | 1     |
| 12   | Costa Rica     | 1   | 0     | 0      | 1     |
| 14   | Japón          | 0   | 4     | 4      | 8     |
| 15   | Eslovaquia     | 0   | 2     | 1      | 3     |
| 16   | Canadá         | 0   | 1     | 3      | 4     |
| 17   | Suecia         | 0   | 1     | 1      | 2     |
| 18   | Reino Unido    | 0   | 0     | 2      | 2     |
| 19   | Argentina      | 0   | 0     | 1      | 1     |
| 19   | Puerto Rico    | 0   | 0     | 1      | 1     |
| 19   | Yugoslavia     | 0   | 0     | 1      | 1     |
|      | TOTAL          | 51  | 51    | 52     | 154   |